# Pristina idrensis
Pristina idrensis är en ringmaskart som beskrevs av Carlos Frankl Sperber 1948. Pristina idrensis ingår i släktet Pristina och familjen glattmaskar. Inga underarter finns listade i Catalogue of Life.